# 单花凤仙花
（學名：Clematis tsugetorum）是凤仙花科凤仙花属的植物，是台灣的特有植物。分布于海拔3,000公尺以上的岩地。